# Hypagophytum abyssinicum
Hypagophytum es un género monotípico de planta suculenta  perteneciente a la familia Crassulaceae. Su única especie: Hypagophytum abyssinicum A.Berger, es originaria de Etiopía.

## Descripción
Es una planta herbácea con rizoma tuberosa o tubérculo, tallos 1 o pocos, simples, delgado de ramitas enredadas, fruta desconocida.

## Ecología
Se encuentra en las rocas en las caras escarpadas bentónicas, por lo general estacionalmente húmedas y cubiertas de musgo, o en la sombra a una altitud de 2250-3500 metros.

## Taxonomía
Hypagophytum abyssinicum fue descrita por Alwin Berger y publicado en Nat. Pflanzenfam. ed. 2 18a: 467. 1930.
 Sinonimia:
- Crassula malladrae Chiov.
- Sempervivum abyssinicum Hochst.[4]